# Pieve di Santa Maria di Venelia
La chiesa di Santa Maria Assunta, conosciuta anche come Pieve di Santa Maria di Venelia, è un edificio di culto cattolico situato nella frazione di Monti, nel comune di Licciana Nardi, in provincia di Massa-Carrara. La chiesa è sede dell'omonima parrocchia del vicariato di Aulla della diocesi di Massa Carrara-Pontremoli.
Nel XX secolo furono trovate, nelle vicinanze dell’abitato, tre statue stele, denominate Venelia I, Venelia II e Venelia III, di cui le prime due sono conservate nel Museo delle statue stele lunigianesi, ospitato nel Castello del Piagnaro di Pontremoli. Le sculture appartengono al cosiddetto Gruppo B (databile fra il 3400 a.C. e il 2300 a.C.), nel quale le sculture raggiunsero un maggior grado di dettaglio, ricercando una maggiore rassomiglianza con la forma umana.

## Storia e descrizione
Il toponimo di origine ligure, forse il nome di una divinità, denominava anticamente l'attuale chiesa della Madonna a Monti di Licciana, posta sulla destra del torrente Taverone, ai piedi del castello di Monti. 

Documentata già alla fine del X secolo, nel 1298 la pieve aveva alle sue dipendenze quattro chiese pertinenti a villaggi posti su entrambi i versanti della valle.
Ricostruita completamente nel XVIII secolo, con orientamento ruotato rispetto all'asse della chiesa romanica, ha inglobato l'abside semicircolare del XII secolo della vecchia pieve.
Il campanile ospita al suo interno tre campane di cui la grossa e la piccola fuse dal fonditore Battista Bimbi di Fontanaluccia (MO) nel 1839; la mezzana venne inizialmente fusa dal castelnovino Giovanni Bettalli nel 1829, ma venne successivamente rifusa nel 1880 da Luigi Bimbi a Fontanaluccia. Nel 1943 le campane si salvarono dalla requisizione bellica e dal 1964 suonano elettricamente. Il peso totale dei bronzi ammonta a circa 1900 kg.